# Salvador Ruiz (culturista)
Salvador Ruiz Martínez (Argamasilla de Alba, 1946-Madrid, 8 de diciembre de 2014) fue un culturista español, considerado uno de los pioneros del fisiculturismo en España.

## Biografía
Salvador nació en Argamasilla de Alba (Provincia de Ciudad Real) y desde muy joven mostró interés por el deporte, practicando ciclismo y boxeo por su propia cuenta. Como en su localidad no había ninguna instalación deportiva, cuando tenía 15 años construyó unas rudimentarias halteras de cemento y empezó a entrenar con ellas en la trastienda de una fábrica de pan. Los resultados fueron notorios y al cumplir los 16 se mudó a Barcelona con ganas de progresar en el entrenamiento de pesas. Llegó a compaginar un empleo de camarero para costearse la inscripción, pero se marchó de allí al darse cuenta de que no estaba recibiendo ningún consejo para mejorar.
Ya con la mayoría de edad se desplazó a Madrid, donde tenía familia en Puente de Vallecas. Al poco tiempo de instalarse ingresó en distintos gimnasios para dedicarse al culturismo hasta llegar al Heracles del actor italiano Dino Camerlengo, introductor de esta disciplina en España, donde coincidió con el también pionero Baldo Lois. Su primera competición oficial fue un «Mr. Madrid» de 1967; dos años más tarde ganó el primer trofeo y debutó en «Mr. España» con un tercer puesto. En 1970 fundó en Vallecas su primer gimnasio especializado y el éxito que tuvo le permitió abrir dos sucursales más en otros puntos de la capital. Poco después fue miembro fundador de la Asociación Española de Fisicoculturismo.
Ruiz fue campeón de España de culturismo en cinco años consecutivos, desde 1974 hasta 1979. Durante la década de 1970 se hizo un nombre a nivel internacional: en 1976 logró su primer campeonato europeo, un año después venció el Mr. Universo Europa de talla baja y en 1978 no solo revalidó el título, sino que fue coronado campeón de la Asociación Mundial Amateur (WABBA). Después de competir en los concursos mundiales de la Federación Internacional (IFBB), consiguió ser el primer español que participaba en la final del Mr. Olympia de 1985, el torneo más importante en su especialidad, por invitación. Finalizó en vigésima posición.
Aunque se retiró de la élite, siguió compitiendo en categoría senior y fue presidente de la Federación Española en la década de 1990. Su labor fue reconocida por la IFBB con una medalla de oro en 2008.
Al margen del deporte, hizo cameos en películas como «Una pareja... distinta» (1974) y «Conan el Bárbaro» (1982). En esta última apareció también su discípulo Francisco del Yerro (1956-1985).
Falleció el 8 de diciembre de 2014 a los 68 años, víctima de leucemia.

## Palmarés deportivo
1974 
- Campeón de España

1975 
- Campeón de España
- Mr. Universo - IFBB, Talla Baja 4.º

1976
- Campeón de España
- Campeón de Europa, Talla Baja

1977
- Campeón de España
- Mr. Universo - NABBA, Talla Baja 2.º
- Campeonato del Mundo - WABBA, Talla Baja 4.º

1978
- Campeón de España
- Mr. Universo - NABBA, Talla Baja
- Campeón del Mundo  - WABBA Talla Baja (Además ganador del trofeo a los mejores abdominales del mundo)

1979
- Mr. Universo - Pro - NABBA, 3.º

1980 
- Campeonato del Mundo - WABBA, Professional, 4.º
- Pro World Cup - WABBA, 4.º

1981
- Mr. Universo - Pro - NABBA, 4.º
- Pro World Cup - WABBA, 10.º

1983
- Campeonato del Mundo PRO - IFBB, 14.º

1984
- Campeonato del Mundo PRO - IFBB, 12.º

1985
- Mr. Olympia - IFBB, 20.º

1989
- Grand Prix France - IFBB , 18.º
- Grand Prix Germany - IFBB, 13.º
- Grand Prix España Madrid - IFBB, 13.º
- Grand Prix España Barcelona - IFBB, 16.º
- Grand Prix Sweden - IFBB, 18.º